# باري سيمز
باري سيمز (بالإنجليزية: Barry Sims)‏ هو لاعب كرة قدم أمريكية أمريكي، ولد في 1 ديسمبر 1974 في ويت ريدج في الولايات المتحدة.

## وصلات خارجية
- باري سيمز على موقع مرجع كرة القدم المحترفة.كوم (الإنجليزية)